# Fabian Kauter
Fabian Kauter, né le 23 septembre 1985 à Berne, est un escrimeur professionnel suisse pratiquant l'épée.

## Biographie
Né le 23 septembre 1985 à Berne, Fabian Kauter est issu d’une famille d’escrime. En effet, il est le fils de Christian Kauter et le neveu de Daniel Giger, tous deux médaillés olympiques à l’épée par équipe, et le frère de Michael Kauter.
Il s'est distingué aux championnats d'Europe d'escrime en remportant une médaille individuelle et deux par équipes aux côtés de son frère, Michael. En 2011, il met fin à une série de championnats du monde très décevants (son meilleur résultat était une 27e place en 2008) en remportant sa première médaille mondiale à Catane. Il contribue également à la médaille de bronze de son équipe lors de cette même édition. Il est également champion de Suisse 2011 à l'épée.
En 2012, il est finaliste du Challenge Réseau ferré de France-Trophée Monal et des Masters à l'épée.

## Palmarès
- Championnats du monde d'escrime
  -  Médaille de bronze par équipes aux championnats du monde d'escrime 2015 à Moscou
  -  Médaille de bronze par équipes aux championnats du monde d'escrime 2014 à Kazan
  -  Médaille de bronze en individuel aux championnats du monde d'escrime 2013 à Budapest
  -  Médaille de bronze en individuel aux championnats du monde d'escrime 2011 à Catane
  -  Médaille de bronze par équipes aux championnats du monde d'escrime 2011 à Catane

- Championnats d'Europe d'escrime
  -  Médaille d'or par équipe aux championnats d'Europe d'escrime 2014 à Strasbourg
  -  Médaille d'or par équipe aux Championnats d'Europe d'escrime 2013 à Zagreb
  -  Médaille d'or par équipes aux championnats d'Europe d'escrime 2012 à Legnano
  -  Médaille d'or par équipes aux championnats d'Europe d'escrime 2004 à Copenhague
  -  Médaille d'argent en individuel aux championnats d'Europe d'escrime 2009 à Plovdiv
  -  Médaille de bronze par équipes aux championnats d'Europe d'escrime 2007 à Gand

## Classement en fin de saison
| Année | 2003 | 2004 | 2005 | 2006 | 2007 | 2008 | 2009 | 2010 | 2011 | 2012 | 2013 | 2014 | 2015 | 2016 | 2017 | 2018 | 2019 |
| ----- | ---- | ---- | ---- | ---- | ---- | ---- | ---- | ---- | ---- | ---- | ---- | ---- | ---- | ---- | ---- | ---- | ---- |
| Rang  | 156  | 146  | 54   | 39   | 35   | 32   | 29   | 31   | 4    | 4    | 5    | 9    | 17   | 11   | 201  | 267  | 341  |